# Dinavar
Dinavar (àrab Dinawar) fou una vila del Djibal que va existir a l'edat mitjana a la vora del canal Cam-i Dinawar, prop de Kermansah.
Fou una vila fundada pels selèucides, potser sobre una localitat ja existent. S'hi va instal·lar una colònia de grecs on es practicava el culte a Dionís. Va passar als parts i després als sassànides. El 642 va caure en mans dels àrabs després de la batalla de Nihawand i aviat va agafar el nom de Mah al-Kufa (probablement "Kufa de la Mèdia") que es va traslladar a dos districtes, un el de la mateixa ciutat amb les terres altes i l'altre el de les terres baixes amb centre a Karmisin (Kermansah), amb Hulwand a l'oest, Azerbaidjan al nord, Hamadan a l'est i Masabaghan al sud. Fou una ciutat prospera que al segle X era no gaire menys que la ciutat de Hamadan.
Després del 930 els conflictes la van arruïnar: el daylamita Mardawidj la va conquerir el 931 i molts habitants van morir. El cap kurd Hasanwayh va fundar un regne amb centre a Dinawar governat per la seva dinastia els hasanwàyhides, i la va conservar fins a la seva mort el 979. Després va esdevenir una petita vila objecte de saqueig pels turcmans oghuz el 1772/1773, però que mal que bé va subsistir fins al final del segle xiv quan fou destruïda finalment per Tamerlà. Avui només en resten ruïnes.
Personatges destacats de la ciutat foren el lingüista Ibn Kutayba, el gramàtic, astrònom i matemàtic Abu Hanifa Ahmad ibn Dawud al-Dinawari, Abu Said Nasr ibn Yakub al-Dinawari i Abu Muhammad Abd Allah ibn Hamadan Mubarak al-Dinawari.